# Me’ir Porusz
Me’ir Porusz (hebr.:  מאיר פרוש, ang.: Meir Porush, ur. 11 czerwca 1955 w Jerozolimie) – izraelski polityk i rabin, wiceminister budownictwa w latach 1996–1999 i 2001–2003, wiceminister edukacji w latach 2009–2011 oraz od 2015, poseł do Knesetu w latach 1996–2011, 2013–2016 oraz od 2019. Prominenty polityk partii Agudat Israel, wchodzącej w skład ugrupowania Zjednoczony Judaizm Tory.

## Życiorys
Urodził się w 11 czerwca 1955 Jerozolimie jako syn Menachema Porusza rabina i późniejszego polityka izraelskich partii prawicowych.
Uczył się w szkole talmudycznej. Służbę wojskową ukończył w stopniu szeregowego.
Od początku kariery politycznej związany z ortodoksyjnymi prawicowymi religijnymi partiami Agudat Israel i Zjednoczony Judaizm Tory.
Przez 13 lat był członkiem rady miejskiej Jerozolimy, był również zastępcą burmistrza Jerozolimy, odpowiedzialnym za rozwój miasta i edukację religijną. Do 2010 roku kierował biurem Agudat Israel w Jerozolimie.
Po raz pierwszy wszedł do czternastego Knesetu po wybory w 1996 roku jako poseł Agudat Israel z list Zjednoczonego Judaizmu Tory i został wiceministrem budownictwa (24 czerwca 1996 do 6 lipca 1999) w rządzie Binjamina Netanjahu.
W kolejnych wyborach dostał się ponownie do Knesetu zasiadając tym razem we frakcji Zjednoczonego Judaizmu Tory. Kiedy w połowie kadencji premierem został Ariel Szaron, partia weszła do koalicji rządowej, a Porusz ponownie został wiceministrem odpowiedzialnym za budownictwo.
W wyborach w 2003 i w 2006 roku zdobywał mandat jako poseł Agudat Israel ze wspólnej listy Zjednoczonego Judaizmu Tory. 12 stycznia 2005 doszło do podziału ZJT na dwie frakcje Porusz wraz z Ja’akowem Litzmanem i Jisra’elem Eichlerem utworzyli frakcję Agudat Israel. W kolejnych kadencjach zasiadał już w Knesecie jako polityk Zjednoczonego Judaizmu Tory.
W 2005 roku wywołał spore kontrowersje porównując Ariela Szarona do Benito Mussoliniego.
W 2008 kandydował w wyborach na burmistrza Jerozolimy, zdobywając 43% głosów, przegrywając jednak z Nirem Barkatem (52% głosów).
Sukces odniósł w wyborach parlamentarnych w 2009 roku, po raz piąty zdobywając mandat posła. Został również wiceministrem edukacji w rządzie Binjamina Netanjahu. Na mocy wcześniejszych partyjnych ustaleń, 6 grudnia 2011 Porusz zrezygnował z mandatu posła i funkcji ministerialnej, ustępując miejsca partyjnym kolegom – odpowiednio Jisra’elowi Eichlerowi oraz Eli’ezerowi Mozesowi.
Po dwóch latach przerwy powrócił do parlamentu po wyborach w 2013 roku, mandat zdobył też w przedterminowych wyborach w 2015. Po raz kolejny znalazł się także w składzie rady ministrów – w 4. rządzie Binjamina Netanjahu został wiceministrem edukacji. 24 maja 2016 zrezygnował z mandatu poselskiego, który objął po nim Ja’akow Aszer. W wyborach w kwietniu 2019 uzyskał reelekcję.

## Życie prywatne
Jest żonaty i ma dwanaścioro dzieci.